# Čertovy kameny (chata)
Čertovy kameny se nachází v blízkosti stejnojmenného skalního útvaru severně pod vrcholem Zlatého chlumu v obci Česká Ves. Ubytování nabízí 38 lůžek. Restaurace nabízí posezení uvnitř i na terasách.

## Historie
Původně na místě stála usedlost německého sedláka z České Vsi Vinzenze Haricha. Jeho stavení bylo nejvýše položeným ve vesnici a sloužilo ke správě a obhospodařování okolních odlesněných pozemků. nejvýznamnějšími správci chaty byli Dagmar a Ivana Bašičových, za jejichž působení byla chata přestavěna a byla vybudována asfaltová silnice z Jeseníku. Po roce 2000 předali správu chatu synovi Romanovi a dále pokračuje její modernizace.

## Dostupnost
Chata je dostupná:
- po asfaltové silnici  z Jeseníku (3,6 km) 
  - po souběžně vedoucí cyklostezce č. 6281 Za starými osadami
- po  žluté turistické značce z Jeseníku (3 km)
- po  modré turistické značce z České Vsi (2,1 km)
  - po souběžně vedoucí naučné stezce Česká Ves
- po  žluté turistické značce z Rejvízu (6,5 km) 
  - po souběžně vedoucí cyklostezce č. 6071 a 6281 Za starými osadami
  - po souběžně vedoucí lesní cestě Šmelhausova a Mlynářská
- po  červené a  modré turistické značce z Rejvízu (5,9 km) přes Zlatý chlum